# Altamont (Kansas)
Altamont és una població dels Estats Units a l'estat de Kansas. Segons el cens del 2000 tenia 1.092 habitants.

## Demografia
Segons el cens del 2000, Altamont tenia 1.092 habitants, 427 habitatges, i 303 famílies. La densitat de població era de 261,9 habitants per km².
Dels 427 habitatges en un 35,8% hi vivien nens de menys de 18 anys, en un 60% hi vivien parelles casades, en un 8,2% dones solteres, i en un 29% no eren unitats familiars. En el 26,5% dels habitatges hi vivien persones soles el 14,8% de les quals corresponia a persones de 65 anys o més que vivien soles. El nombre mitjà de persones vivint en cada habitatge era de 2,51 i el nombre mitjà de persones que vivien en cada família era de 3,05.
Per edats la població es repartia de la següent manera: un 29% tenia menys de 18 anys, un 6,3% entre 18 i 24, un 25,5% entre 25 i 44, un 20,7% de 45 a 60 i un 18,5% 65 anys o més.
L'edat mediana era de 36 anys. Per cada 100 dones de 18 o més anys hi havia 82,8 homes.
La renda mediana per habitatge era de 32.431 $ i la renda mediana per família de 40.987 $. Els homes tenien una renda mediana de 30.694 $ mentre que les dones 22.019 $. La renda per capita de la població era de 14.895 $. Entorn del 5,2% de les famílies i el 9,5% de la població estaven per davall del llindar de pobresa.

## Poblacions més properes
El següent diagrama mostra les poblacions més properes.